# London Borough of Barking and Dagenham

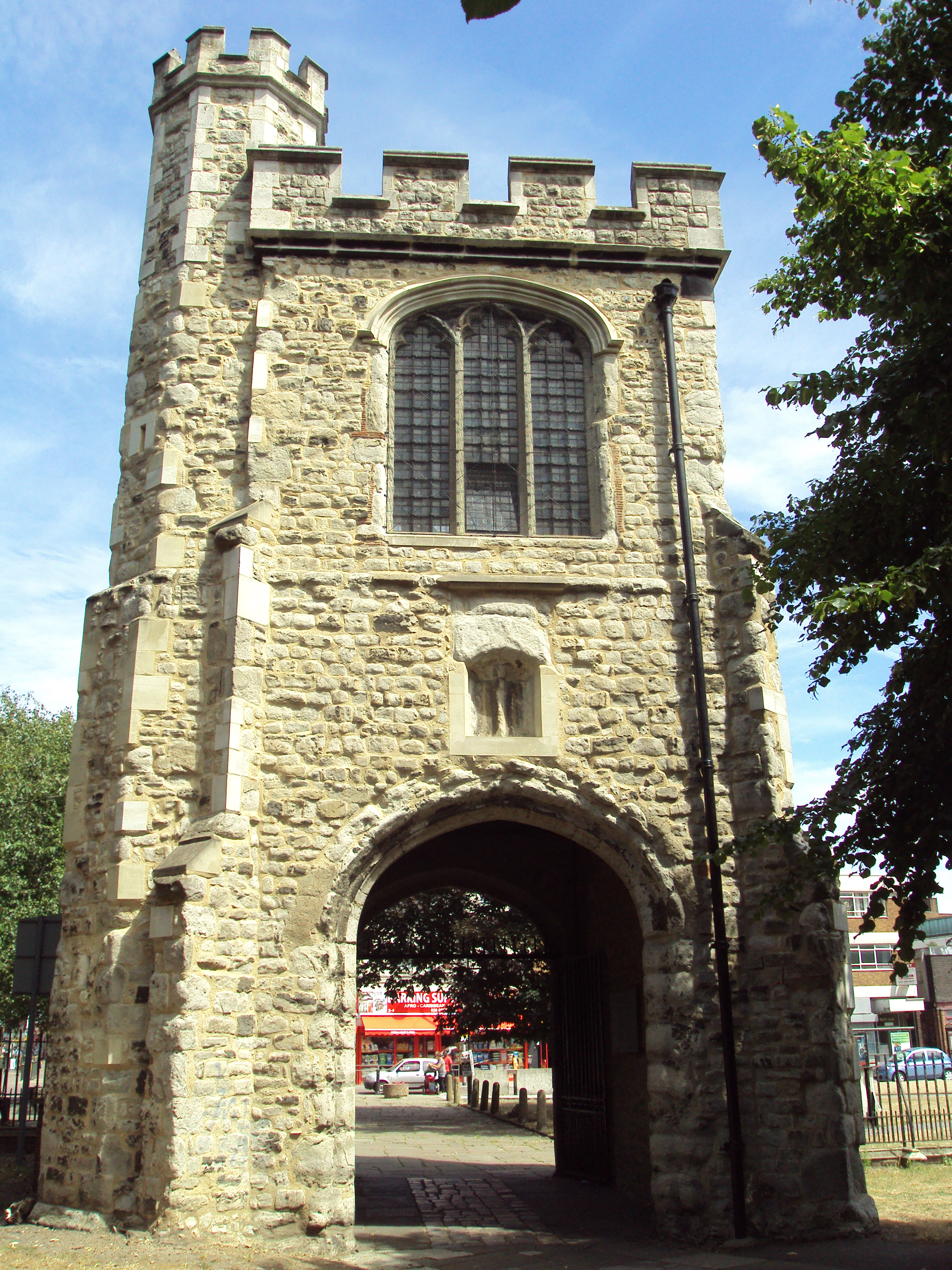
Curfew Tower

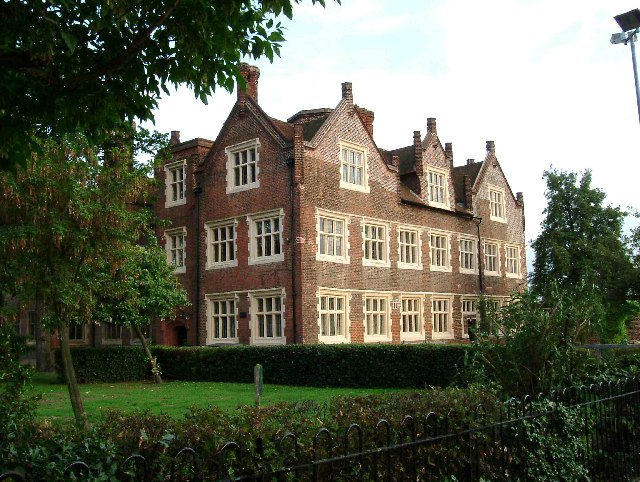
Eastbury Manor House

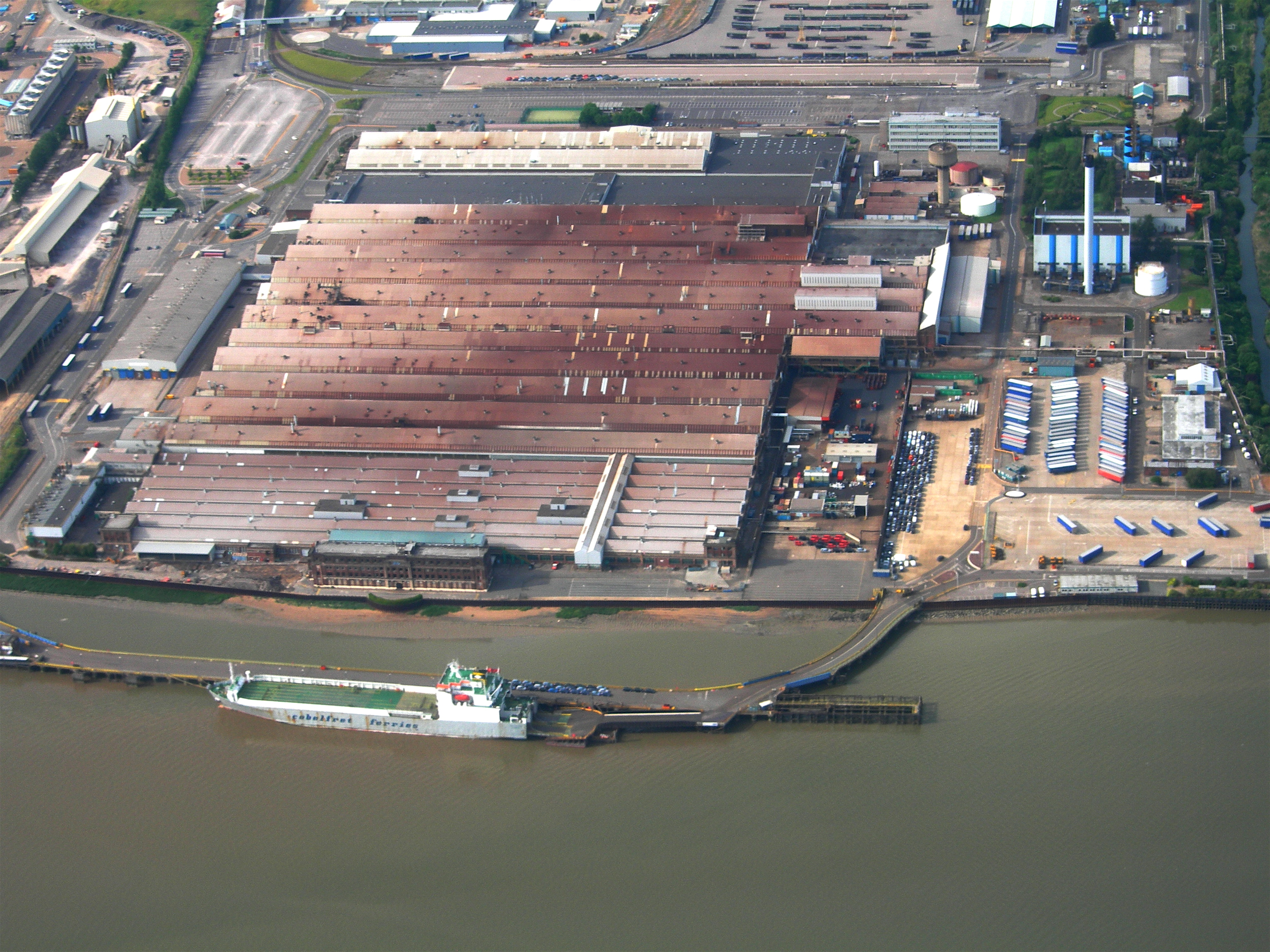
Dagenham Dock

London Borough of Barking and Dagenham – jedna z 32 gmin Wielkiego Londynu położona w jego wschodniej części. Wraz z 19 innymi gminami wchodzi w skład tzw. Londynu Zewnętrznego. Władzę stanowi Rada Gminy Barking and Dagenham (ang. Barking and Dagenham Council).  
Gmina Barking and Dagenham była jedną z sześciu pełniących rolę gospodarza Letnich Igrzysk Olimpijskich w 2012 roku.

## Historia
Gminę utworzono w 1965 na podstawie ustawy London Government Act 1963 z większej części obszarów Barking (ang. Municipal Borough of Barking) utworzonej w 1931 roku i Dagenham (ang. Municipal Borough of Dagenham) utworzonej w 1938, które należały do hrabstwa Essex. Do 1980 roku gmina nosiła nazwę London Borough of Barking. 

## Geografia
Gmina Barking and Dagenham ma powierzchnię 36,09 km², graniczy od wschodu z Havering,  od zachodu z Newham, od północy z Redbridge, zaś od południa przez Tamizę z Greenwich i Bexley.
W skład gminy Barking and Dagenham wchodzą następujące obszary:
| - Barking - Becontree - Becontree Heath - Castle Green - Chadwell Heath | - Creekmouth - Dagenham - Dagenham Dock - Mark's Gate - Rush Green (na granicy z Havering) |

Gmina dzieli się na 17 okręgów wyborczych które nie pokrywają się dokładnie z podziałem na obszary, zaś mieszczą się w dwóch rejonach tzw. borough constituencies – Barking i Dagenham and Rainham.
| - Abbey (Barking) - Alibon (Barking) - Becontree (Barking) - Chadwell Heath (Dagenham and Rainham) - Eastbrook (Dagenham and Rainham) - Eastbury (Barking) - Gascoigne (Barking) - Goresbrook (Barking) - Heath (Dagenham and Rainham) | - Longbridge (Barking) - Mayesbrook (Barking) - Parsloes (Barking) - River (Dagenham and Rainham) - Thames (Barking) - Valence (Barking) - Village (Dagenham and Rainham) - Whalebone (Dagenham and Rainham) |

## Demografia
W 2011 roku gmina Barking and Dagenham miała 185 911 mieszkańców.
Podział mieszkańców według grup etnicznych na podstawie spisu powszechnego z 2011 roku:
| - Biali Brytyjczycy: 91 949 (49,5%) - Biali Irlandczycy: 1 730 (0,9%) - Podróżnicy irlandzcy: 182 (0,1%) - Pozostali biali: 14 525 (7,8%) - Mieszani Karaibowie: 2 669 (1,4%) - Mieszani Afrykanie: 2 128 (1,1%) - Mieszani Azjaci: 1 246 (0,7%) - Pozostali mieszani: 1 835 (1,0%) - Hindusi: 7 436 (4,0%) | - Pakistańczycy: 8 007 (4,3%) - Banglijczycy: 7 701 (4,1%) - Chińczycy: 1 315 (0,7%) - Pozostali Azjaci: 5 135 (2,8%) - Czarni Afrykanie: 28 685 (15,4%) - Czarni Karaibowie: 5 227 (2,8%) - Pozostali czarni: 3 228 (1,7%) - Arabowie: 973 (0,5%) - Pozostałe grupy etniczne: 1 940 (1,0%) |

Podział mieszkańców według wyznania na podstawie spisu powszechnego z 2011 roku:
- Chrześcijaństwo -  56,0%
- Islam – 13,7%
- Hinduizm – 2,4%
- Judaizm – 0,2%
- Buddyzm – 0,5%
- Sikhizm – 1,6%
- Pozostałe religie – 0,3%
- Bez religii – 18,9%
- Nie podana religia – 6,4%

Podział mieszkańców według miejsca urodzenia na podstawie spisu powszechnego z 2011 roku:
| - Wielka Brytania (128 464 – 69,10%) - Nigeria (8 695 – 4,68%) - Indie (4 364 – 2,35%) - Pakistan (4 337 – 2,33%) - Litwa (4 028 – 2,17%) - Bangladesz (3 560 – 1,91%) - Ghana (2 673 – 1,44%) - Polska (1 811 – 0,97%) - Irlandia (1 643 – 0,88%) - Rumunia (1 265 – 0,68%) - Somalia (1 188 – 0,64%) - Filipiny (1 003 – 0,54%) - Sri Lanka (980 – 0,53%) - Jamajka (964 – 0,52%) | - Portugalia (962 – 0,52%) - Kenia (897 – 0,48%) - Zimbabwe (899 – 0,48%) - Turcja (573 – 0,31%) - Niemcy (522 – 0,28%) - Francja (477– 0,26%) - Chiny (424 – 0,23%) - Południowa Afryka (383 – 0,21%) - Włochy (355 – 0,19%) - Stany Zjednoczone (313 – 0,17%) - Hiszpania (215 – 0,12%) - Iran (183 – 0,10%) - Australia (97 – 0,05%) - pozostali (14 636 – 7,87%) |

## Transport

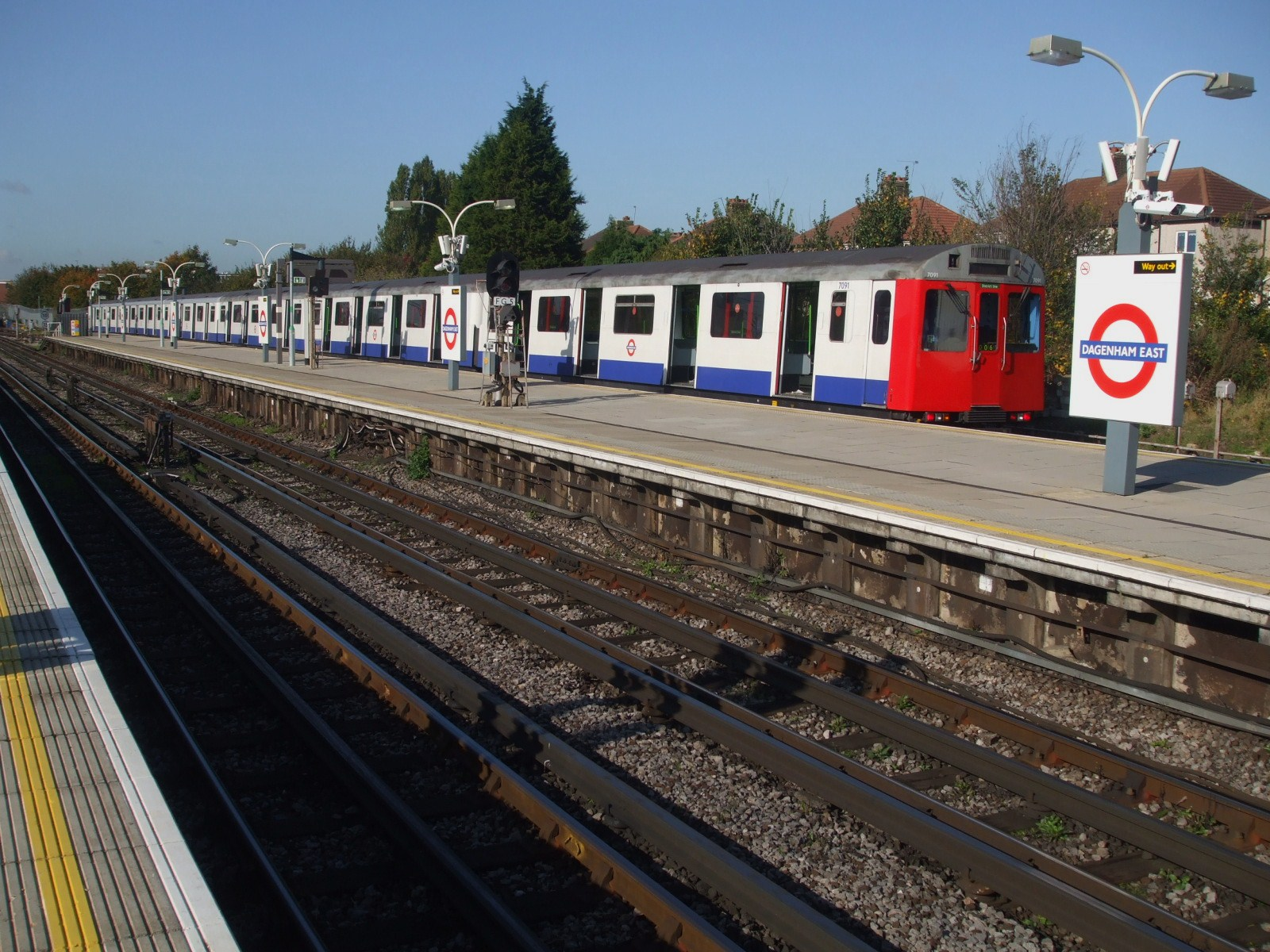
stacja Dagenham East

Przez Barking and Dagenham  przebiegają dwie linie metra: District Line i Hammersmith & City Line.
Stacje metra:
- Barking - District Line i Hammersmith & City Line
- Becontree - District Line
- Dagenham East - District Line
- Dagenham Heathway - District Line
- Upney - District Line

Pasażerskie połączenia kolejowe na terenie Barking and Dagenham obsługują przewoźnicy c2c,
National Express East Anglia oraz London Overground. 
Stacje kolejowe:
- Barking
- Chadwell Heath (na granicy z Redbridge)
- Dagenham Dock

Stacje London Overground:
- Barking

## Miejsca i muzea
- Valence House Museum[13]
- Eastbury Manor House[14]
- The Broadway Theatre[15]
- Curfew Tower[16]
- Crowlands Heath Golf Club[17]

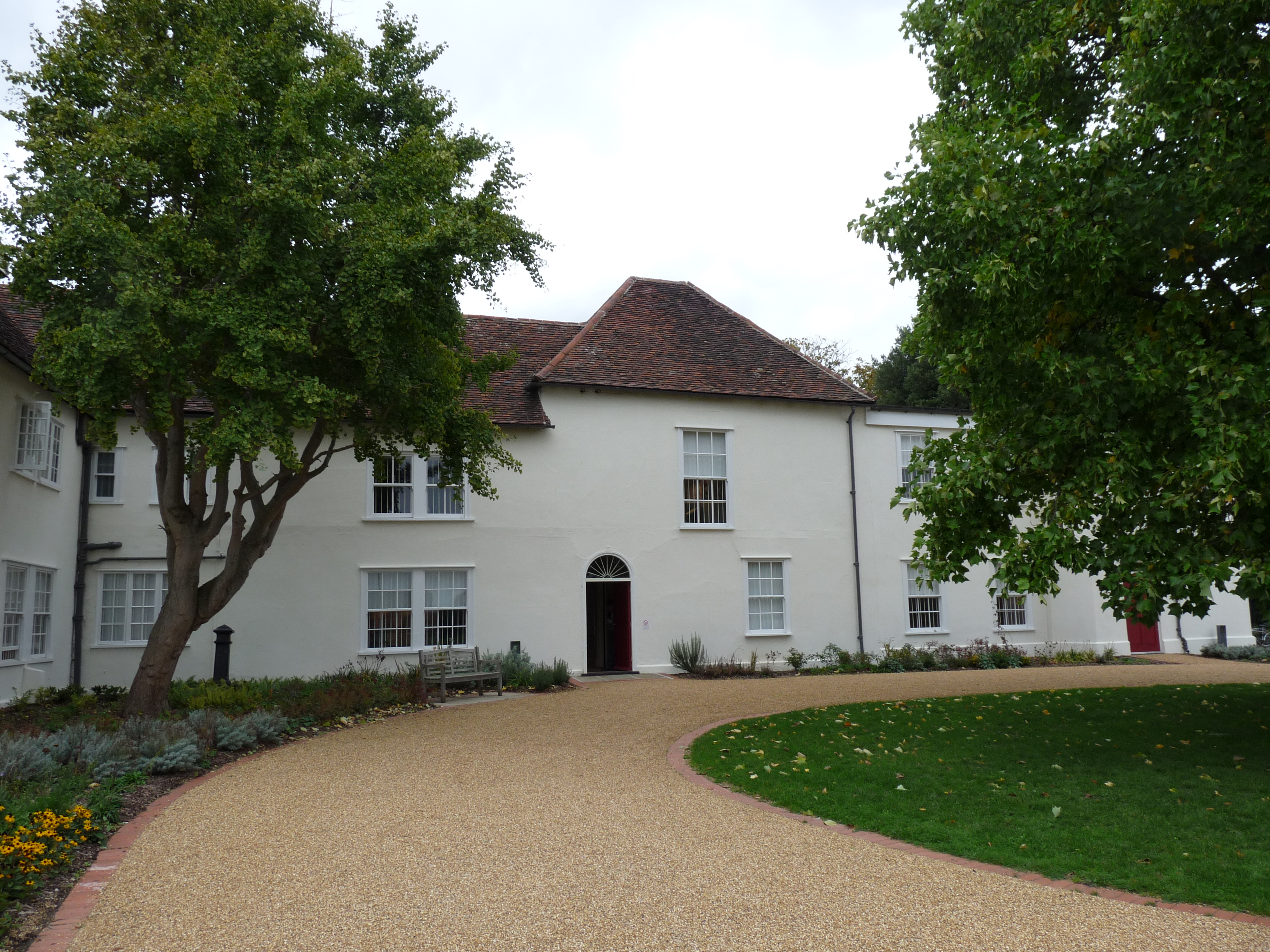
Valence House Museum

- minikolejka Barking Park Light Railway[18]
- Borough of Barking & Dagenham Stadium[19] (siedziba klubu piłkarskiego Dagenham & Redbridge F.C.)

## Edukacja
- Barking and Dagenham College[20]
- The Adult College of Barking and Dagenham[21]
- Capel Manor College (East London Campus)[22]
- Bells College[23]
- Futures College[24]
- Leaders College London (Barking Campus)[25]

## Znane osoby
W Barking and Dagenham urodzili się m.in. 
- Alf Ramsey – piłkarz i trener piłkarski
- The Edge - muzyk
- Terry Venables – piłkarz i trener piłkarski
- John Terry – piłkarz
- Nick Frost – aktor i komik
- Bobby Moore – piłkarz
- Sandie Shaw – piosenkarka
- Bobby Zamora – piłkarz
- Jack Hoobin – kolarz szosowy
- John Farnham – piosenkarz
- Paul Konchesky – piłkarz